# Fog (film, 2005)
Pour les articles homonymes, voir Fog.
Pour plus de détails, voir Fiche technique et Distribution.
Fog (The Fog) est un film d'horreur américain, réalisé par Rupert Wainwright, sorti en 2005. Il s'agit du remake du film du même nom de John Carpenter sorti en 1980, mais avec un angle de « film d'horreur pour ados ». La musique originale est composée par Graeme Revell. Le film fut un échec critique mais un succès au box-office.

## Synopsis
1871, un navire fait naufrage au large de l'île d'Antonio Bay. L'équipage disparaît avec le bateau. Il ne s'agit pas d'un accident, mais les quatre coupables voient leur effroyable crime dissimulé par une étrange brume.
Plus d'un siècle plus tard, le passé refait surface et un mystérieux brouillard envahit l'île. Face aux épouvantables morts qui se multiplient, les habitants terriﬁés doivent affronter la malédiction de ceux qui veulent se venger.
Si le mystère demeure, il n'y aura plus de paix. Sans vérité, personne ne survivra...
Blake et son équipage de fantôme vont semer la terreur.

## Fiche technique
- Titre original : The Fog
- Titre français : Fog
- Titre québécois : Le Brouillard
- Réalisation : Rupert Wainwright
- Scénario : Cooper Layne, d'après les personnages de John Carpenter et Debra Hill
- Photographie : Nathan Hope et Ian Seabrook
- Musique : Graeme Revell
- Montage : Dennis Virkler (en)
- Production : John Carpenter, David Foster et Debra Hill
- Société de production : Revolution Studios
- Société de distribution : Columbia Pictures
- Budget : 19 000 000 $
- Pays d'origine :  États-Unis
- Langue originale : anglais
- Genre : horreur et fantastique
- Durée : 96 minutes
- Dates de sortie :
  - États-Unis : 14 octobre 2005
  - Belgique : 25 janvier 2006
  - France : 12 avril 2006
- Film interdit aux moins de 12 ans

## Distribution
- Tom Welling (VF : Adrien Antoine ; VQ : Guillaume Champoux) : Nicolas "Nick" Castle
- Maggie Grace (VF : Laura Préjean ; VQ : Karine Vanasse) : Elizabeth Williams
- Selma Blair (VF : Véronique Desmadryl ; VQ : Catherine Proulx-Lemay) : Stevie Wayne
- DeRay Davis (VF : Frantz Confiac ; VQ : Yves Soutière) : Spooner
- Kenneth Welsh (VF : Hervé Jolly ; VQ : Mario Desmarais) : Tom Malone
- Adrian Hough (VF : Patrick Béthune ; VQ : Denis Roy) : Père Malone
- Sara Botsford (VF : Martine Irzenski ; VQ : Isabelle Miquelon) : Kathy Williams
- Cole Heppell (VF : Théo Gebel) : Andy Wayne
- Mary Black (VF : Maria Tamar ; VQ : Nicole Fontaine) : tante Connie
- Jonathon Young (VF : Xavier Fagnon) : Dan, le monsieur météo
- R. Nelson Brown (VF : Patrick Messe) : Machen
- Rade Šerbedžija (VF : François Siener) : le capitaine William Blake
- Christian Bocher : le père fondateur Malone

Source et légende : version française (VF) sur Doublagissimo

## Réception
Le film a été pauvrement reçu par les critiques et les fans. Le film a reçu des revues négatives à cause de son histoire et de ses éléments différents du film original. Fog a été généralement considéré comme un remake non-réussi du film de John Carpenter, mais il a réalisé de bonnes recettes au box-office puisque, produit avec un budget d'environ 18 millions de dollars, il a rapporté 46 201 432 de dollars dans le monde. Il obtient une moyenne de 1.5/5 sur Allociné.